# Joseph Palmer II

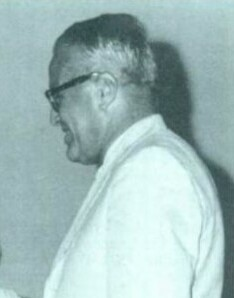
Joseph Palmer II

Joseph Palmer II (Washington D.C., 16 de junho de 1914 — 15 de agosto de 1994 ?) foi um diplomata norte-americano e funcionário do Departamento de Estado, se concentra nas relações dos Estados Unidos com a África.
Palmer entrou no Serviço Exterior dos Estados Unidos em 1939. Em 1941, ele começou com quatro anos de serviço como oficial em Nairobi. Ele, então, serviu como assistente do chefe da divisão Africano do Departamento de Estado em Washington D.C., 1945-1949.